# جيانكارلو سانتي
جيانكارلو سانتي (بالإيطالية: Giancarlo Santi)‏ هو كاتب سيناريو ومخرج إيطالي، ولد في 7 أكتوبر 1939 في روما في إيطاليا.

## وصلات خارجية
- جيانكارلو سانتي على موقع IMDb (الإنجليزية)
- جيانكارلو سانتي على موقع أول موفي (الإنجليزية)
- جيانكارلو سانتي على موقع قاعدة بيانات الأفلام السويدية (السويدية)
- جيانكارلو سانتي على موقع قاعدة بيانات الفيلم (الإنجليزية)
- جيانكارلو سانتي على موقع كينوبويسك (الروسية)